# 손해 보기 싫어서

《손해 보기 싫어서》는 2024년 8월 26일부터 2024년 10월 1일까지 방송된 tvN 월화 드라마이다.
손해 보기 싫어서 결혼식을 올린 여자 손해영과 피해 주기 싫어서 가짜신랑이 된 남자 김지욱의 손익제로로맨스.

## 제작진
- 제작사: 본팩토리
- 제작: 문석환, 오광희
- 극본: 김혜영
- 연출: 김정식

## 등장 인물

### 주요 인물
- 신민아: 손해영(33세) 역 - 꿀비교육 교육 1팀 과장, 지욱의 아내.(아역: 오예주)
- 김영대: 김지욱(26세) 역 - 편의점 야간 알바생, 해영의 남편.
- 이상이: 복규현(33세) 역 - 꿀비교육 사장
- 한지현: 남자연 / 연보라(29세) 역 - 웹소설 작가

### 꿀비교육 직원들
- 이유진: 여하준(29세) 역 - 규현의 비서, 자연의 고등학교 동창.
- 고욱: 안우재(35세) 역 - 해영의 옛연인, 이린의 남편. 교육2팀 과장.
- 전혜원: 권이린 역 - 인사팀 사원, 우재의 아내.
- 최진호: 복기호 역 - 규현의 아버지, GK. 꿀비그룹 회장. 정아의 남편.
- 이일화: 선정아 역 - 규현의 어머니, 기호의 아내. 꿀비교육의 실세.
- 김혜화: 공은영 역 - 교육1팀 차장
- 이창호: 복기운 역 - 신사업팀 신입사원
- 조정원: 김 대리 역 - 교육1팀, 신사업팀 대리.
- 이유미: 이 대리 역 - 교육2팀, 신사업팀 대리.

### 주변 인물들
- 주민경: 차희성(32세) 역 - 비공채 성우, 10년 차 공채 성우 지망생. 태형의 연인.
- 허정민: 윤태형 역 - 솔리 스튜디오 디렉터, 희성의 연인.
- 윤복인: 이은옥 역 - 해영의 어머니
- 윤서현: 장 실장 역 - 어느 날 김지욱을 찾아온 정체불명의 인물

### 기타 인물
- 미상: 의문의 인물 역
- 노주은: 문유나 역
- 구은호: 민지 역
- 미상: 자연의 아빠 역

### 특별 출연
- 김기두: 초등학생 해영과 말싸움하는 체육 선생님 역
- 김구택: 정수아에게 성차별적인 질문을 던진 면접관 역
- 박세완: 정수아 역 - 지욱과 함께 면접을 본 지원자
- 김해숙: 김금덕 역 (†) - 지욱의 할머니
- 이승준: 손명수 역 (†) - 해영의 아버지
- 오예주: 고등학생 해영 역
- 김정은: 황금주 역
- 이중옥: 김남길 역
- 변우석: 편의점 알바생 역
- 김선영: 엄소혜 역
- 주현영: 엄지혜 역
- 신현승: 출판사 인턴 역

## 기타
- 8월 26일 오후 8시 50분 tvN에서 첫 방송되며 TVING에서는 동시에 VOD로 서비스된다.
- 한지현과 김영대는 2021년도에 나온 SBS드라마 펜트하우스 시즌 3 후 이 작품에서 재회하였다.[1]
- 방영 전 본작의 19금 웹소설이라고 불리는 스핀오프 〈사장님의 식단표〉도 제작이 확정되었다.

## 시청률
최저 시청률과 최고 시청률은 시청률 조사회사와 지역별로 시청률에 차이가 있을 수 있습니다.
| 2024년 | 2024년   | 2024년         | 2024년       | 2024년 |
| 회차   | 방송일   | AGB 시청률     | AGB 시청률   |        |
| 회차   | 방송일   | 대한민국(전국) | 서울(수도권) |        |
| ------ | -------- | -------------- | ------------ | ------ |
| 제1회  | 8월 26일 | 3.673%         | 4.072%       |        |
| 제2회  | 8월 27일 | 3.801%         | 4.312%       |        |
| 제3회  | 9월 2일  | 3.757%         | 4.547%       |        |
| 제4회  | 9월 3일  | 3.864%         | 4.255%       |        |
| 제5회  | 9월 9일  | 4.144%         | 4.465%       |        |
| 제6회  | 9월 10일 | 4.967%         | 5.942%       |        |
| 제7회  | 9월 16일 | 2.631%         | 3.054%       |        |
| 제8회  | 9월 17일 | 2.906%         | 2.891%       |        |
| 제9회  | 9월 23일 | 3.565%         | 4.080%       |        |
| 제10회 | 9월 24일 | 3.885%         | 4.027%       |        |
| 제11회 | 9월 30일 | 3.897%         | 4.300%       |        |
| 제12회 | 10월 1일 | 4.764%         | 5.142%       |        |

2024년 10월 1일, 대한민국 전국 평균 시청률 4.8%로 종영하였다.